# Markus Palttala
Pas d'image ? Cliquez ici
Markus Palttala (né le 16 août 1977) est un pilote automobile finlandais.
En 2012, il est engagé en Championnat du monde d'endurance FIA au sein de l'écurie JWA-Avila.

## Biographie
Après des débuts en karting, Markus Palttala commence la compétition automobile en championnat de Finlande de voitures de tourisme en 1998. En 2000, il rejoint l'écurie belge PSI Motorsport et participe à plusieurs compétitions de Grand Tourisme : Porsche Carrera Cup, Belcar, Porsche Supercup, Championnat FIA GT, Championnat de France FFSA GT, Le Mans Series…

## Palmarès
- Championnat de Finlande de voitures de tourisme
  - 2 victoires en 1998 et 1999

- Porsche Carrera Cup Scandinavie
  - 1 victoire en 2004

- Championnat de France FFSA GT
  - Vice-champion en 2006 avec Pertti Kuismanen sur une Chevrolet Corvette C6.R
  - 4 victoires en 2005 et 2006[1]

- Le Mans Series
  - Vainqueur de la catégorie GT1 des 1 000 kilomètres de Spa 2010 sur une Ford GT du Marc VDS Racing Team

- Blancpain Endurance Series
  - 2 victoires en 2011 à Magny-Cours et Silverstone sur une BMW Z4 GT3 du Marc VDS Racing Team
  - 2 victoires en 2012 à Monza et à Silverstone sur une BMW Z4 GT3 du Marc VDS Racing Team
  - Vainqueur des 24 Heures de Spa en 2015 sur une BMW Z4 GT3 du Marc VDS Racing Team